# 2025 UEFA 유로파리그 결승전
2025 UEFA 유로파리그 결승전은 유럽 축구 연맹(UEFA)이 주관하는 유럽 클럽 대항전의 2부 대회인 2024-25년 UEFA 유로파리그의 결승전 경기로, 대회 통산 54번째 시즌이자 UEFA컵에서 UEFA 유로파리그로 명칭이 변경된 이후 16번째 시즌의 마지막 경기이다. 결승전은 2025년 5월 21일, 스페인 빌바오에 위치한 산 마메스에서 개최되었으며, 잉글랜드 클럽인 토트넘 홋스퍼와 맨체스터 유나이티드가 맞붙었다. 이 경기는 같은 국가 소속 팀끼리 치른 11번째 유로파리그 결승전이자, 역대 세 번째 잉글랜드 클럽 간 결승전이었다.
토트넘 홋스퍼는 이 경기에서 1–0으로 승리하며 통산 세 번째 UEFA컵/유로파리그 우승을 차지하였다. 이는 1984년 이후 처음으로 획득한 유럽 대항전 트로피이자, 2008년 풋볼 리그 컵 결승전 우승 이후 구단이 거머쥔 첫 번째 주요 트로피였다. 이로써 토트넘은 리버풀과 함께 UEFA컵/유로파리그에서 가장 많은 우승을 차지한 잉글랜드 클럽이 되었으며, 대회 통산 공동 2위의 최다 우승 팀으로 올라섰다. 토트넘은 이번 우승으로 2025-26년 UEFA 챔피언스리그 리그 단계 출전권을 획득했으며, 2025년 UEFA 슈퍼컵에서 2024-25년 UEFA 챔피언스리그 우승 팀과 맞붙을 자격을 얻었다.

## 배경
토트넘 홋스퍼는 UEFA컵/UEFA 유로파리그 결승전에 이번 결승전을 포함하여 총 네 번 진출하였으며, 2009년 유로파리그로 대회명이 변경된 이후로는 최초로 진출하였다. 또한, 이번 결승전이 UEFA 대회 결승에 진출한 여섯 번째 대회였다. 토트넘은 한 번의 UEFA 챔피언스리그 결승전과 (2019년, 패배) 또 한 번의 UEFA 컵위너스컵 결승전 (1963년, 유럽 대항전 트로피를 획득한 최초의 영국 팀), 그리고 세 번의 UEFA컵 결승전 (1972년 초대 우승팀, 1974년 패배, 1984년 우승)에 출전하였다.
맨체스터 유나이티드는 UEFA 대회에서 열세 번째 결승에 진출했으며, 유러피언컵/UEFA 챔피언스리그에서 세 번의 우승 (1968년 잉글랜드 팀 최초 우승, 1999년, 2008년)과 두 차례 준우승 (2009년, 2011년)을 거뒀다. 또한 그들은 컵위너스컵 결승전에서 한 번 우승한 바 있으며 (1991년), 두 번의 유로파리그 결승전에 진출하였고 (2017년 우승, 2021년 패배), 네 번의 UEFA 슈퍼컵에 출전하였다 (1991년 우승, 1999년, 2008년, 2017년 패배).
잉글랜드 팀끼리 펼쳐지는 이번 결승전과 UEFA 계수 순위 등으로 인해 프리미어리그 2024-25시즌에서 6개의 팀이 2025-26년 UEFA 챔피언스리그에 참여하게 되는 전례 없는 상황이 연출 되었다.
두 팀은 이전에 총 204번 만났으며, 맨체스터 유나이티드는 95경기에서 승리했고 토트넘 홋스퍼는 57경기에서 승리했다. 그들은 1967년 FA 채리티 실드와 2009년 풋볼 리그컵 결승전에서 맞붙었으나, 두 경기 모두 무승부로 끝났다. 그러나 이후 승부차기에서 모두 맨체스터 유나이티드가 우승을 차지했다. 유럽대항전에서는 1963년에 두 팀이 맞붙었는데, 당시 FA컵 우승팀이었던 맨체스터 유나이티드가 컵위너스컵 2라운드에서 유러피언컵 우승팀이었던 토트넘 홋스퍼를 탈락시켰다.
두 클럽은 2024-25 프리미어리그 시즌 동안 두 번 맞붙었으며, 토트넘 홋스퍼는 올드 트래퍼드에서 3-0, 토트넘 홋스퍼 스타디움에서 1-0으로 두 경기 모두 승리를 거뒀다. 또한 토트넘은 2024-25 EFL컵에서도 맨유를 4-3으로 꺾었는데, 이는 맨유가 토트넘에게 같은 시즌에 세 번 패한 최초의 기록이었다. 결승전을 앞두고 언론과 사람들의 관심은 시즌 내내 두 클럽의 부진한 리그 성적에 집중되었다. 당시 두 팀이 준결승에 진출했을 당시 맨체스터 유나이티드와 토트넘 홋스퍼는 수학적으로 리그 하위권에 머무를 것이 확실시되었기 때문이었다. 그 결과, 이 결승전에서 패한 클럽은 2025-26 시즌 동안 어떤 유럽 대회에도 출전할 수 없게 되었고, 우승 클럽은 국내 대회 성적이 좋지 않음에도 불구하고 수익성이 높은 챔피언스리그에 진출함으로써 팀을 위기에서 구할 수 있는 기회가 생기는 이른바 단두대 매치가 형성되었다.
이번 시즌에 두 클럽(잉글랜드 유일한 참가팀)은 대회 리그 단계에서 상위 8위 안에 들었고, 그 결과 이들은 16강으로 직행하여 시드를 배정 받았고, 토너먼트는 기존의 2차전 시스템을 사용하였다.

### 이전 결승 진출 정보
다음 테이블에서, 결승전들은 2009년까지 UEFA 컵 시대였고, 2010년부터 UEFA 유로파리그 시대이다.
| 팀                  | 이전 결승 기록 (굵은 글씨는 해당 년도 우승이다.) |
| ------------------- | ------------------------------------------------ |
| 토트넘 홋스퍼       | 3 (1972, 1974, 1984)                             |
| 맨체스터 유나이티드 | 2 (2017, 2021)                                   |

## 개최지 선정

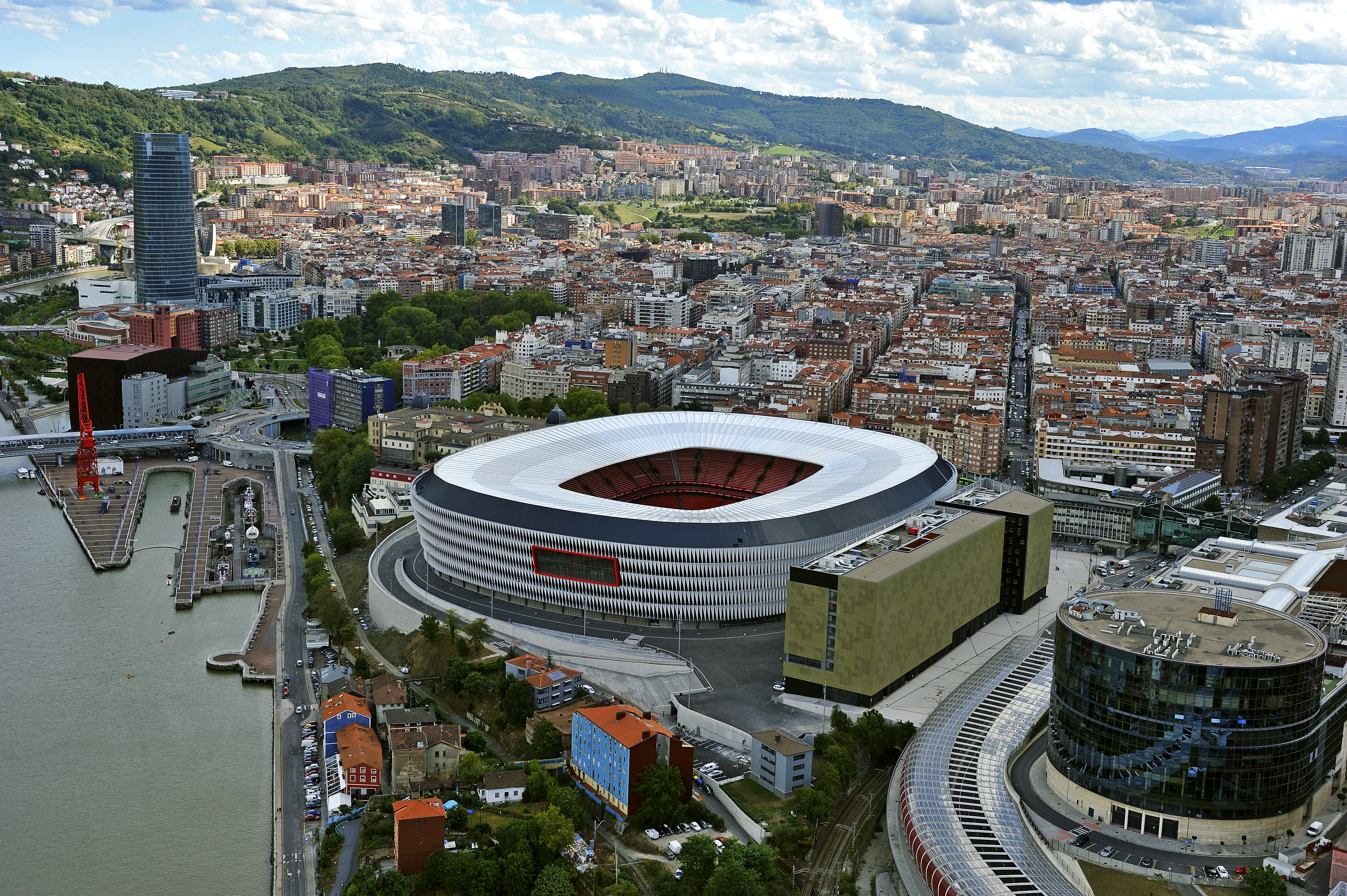
빌바오에 위치한 산 마메스. 이 곳에서 2025년 UEFA 유로파리그 결승전이 개최되었다.

2021년 7월 16일, UEFA 집행위원회는 UEFA 유로 2020 개최권 상실로 인해 빌바오의 산 마메스 스타디움에 2025년 UEFA 유로파리그 결승전과 2024년 UEFA 여자 챔피언스리그 결승전 개최권이 주어졌다고 발표했다. 이는 UEFA 유로 2020 개최를 위한 노력과 재정적 투자를 인정하기 위한 UEFA와의 합의의 일환이었다.

## 결승전까지 가는 길
Note: 아래 모든 결과들에서, 결승전 진출팀들의 스코어는 먼저 주어진다. (H: 홈; A: 원정; N: 중립)
| 토트넘 홋스퍼             | 토트넘 홋스퍼   | 토트넘 홋스퍼   | 토트넘 홋스퍼   | 단계          | 맨체스터 유나이티드 | 맨체스터 유나이티드 | 맨체스터 유나이티드 | 맨체스터 유나이티드 |
| ------------------------- | --------------- | --------------- | --------------- | ------------- | ------------------- | ------------------- | ------------------- | ------------------- |
| 상대팀                    | 결과            | 결과            | 결과            | 조별리그      | 상대팀              | 결과                | 결과                | 결과                |
| 가라바흐                  | 3–0 (H)         | 3–0 (H)         | 3–0 (H)         | 경기일 1      | 트벤터              | 1–1 (H)             | 1–1 (H)             | 1–1 (H)             |
| 페렌츠바로시              | 2–1 (A)         | 2–1 (A)         | 2–1 (A)         | 경기일 2      | 포르투              | 3–3 (A)             | 3–3 (A)             | 3–3 (A)             |
| AZ                        | 1–0 (H)         | 1–0 (H)         | 1–0 (H)         | 경기일 3      | 페네르바흐체        | 1–1 (A)             | 1–1 (A)             | 1–1 (A)             |
| 갈라타사라이              | 2–3 (A)         | 2–3 (A)         | 2–3 (A)         | 경기일 4      | PAOK                | 2–0 (H)             | 2–0 (H)             | 2–0 (H)             |
| 로마                      | 2–2 (H)         | 2–2 (H)         | 2–2 (H)         | 경기일 5      | 보되/글림트         | 3–0 (H)             | 3–0 (H)             | 3–0 (H)             |
| 레인저스                  | 1–1 (A)         | 1–1 (A)         | 1–1 (A)         | 경기일 6      | 빅토리아 플젠       | 2–1 (A)             | 2–1 (A)             | 2–1 (A)             |
| TSG 호펜하임              | 3–2 (A)         | 3–2 (A)         | 3–2 (A)         | 경기일 7      | 레인저스            | 2–1 (H)             | 2–1 (H)             | 2–1 (H)             |
| IF 엘프스보리             | 3–0 (H)         | 3–0 (H)         | 3–0 (H)         | 경기일 8      | FCSB                | 2–0 (A)             | 2–0 (A)             | 2–0 (A)             |
| 4위 16강전 진출           | 4위 16강전 진출 | 4위 16강전 진출 | 4위 16강전 진출 | 최종 순위     | 3위 16강전 진출     | 3위 16강전 진출     | 3위 16강전 진출     | 3위 16강전 진출     |
| 상대팀                    | 합산 스코어     | 1차전           | 2차전           | 결선 토너먼트 | 상대팀              | 합산 스코어         | 1차전               | 2차전               |
| AZ                        | 3–2             | 0-1 (A)         | 3-1 (H)         | 16강전        | 레알 소시에다드     | 5–2                 | 1-1 (A)             | 4-1 (A)             |
| 아인트라흐트 프랑크푸르트 | 2–1             | 1-1 (H)         | 1-0 (A)         | 8강전         | 리옹                | 7–6                 | 2-2 (A)             | 5-4 (연) (H)        |
| 보되/글림트               | 5–1             | 3-1 (H)         | 2-0 (A)         | 준결승전      | 아틀레틱 빌바오     | 7–1                 | 3-0 (A)             | 4-1 (H)             |

## 경기
| 토트넘 홋스퍼   | 1 – 0  | 맨체스터 유나이티드 |
| --------------- | ------ | ------------------- |
| 브레넌 존슨 42′ | 리포트 |                     |

| 토트넘 홋스퍼 | 맨체스터 유나이티드 |

| GK                | 1  | 굴리엘모 비카리오     |     |     |
| RB                | 23 | 페드로 포로           |     |     |
| CB                | 17 | 크리스티안 로메로 (c) |     |     |
| CB                | 37 | 미키 판 더 펜         | 49′ |     |
| LB                | 13 | 데스티니 우도기       |     | 90′ |
| CM                | 29 | 파페 마타르 사르      |     | 90′ |
| CM                | 8  | 이브 비수마           | 68′ |     |
| CM                | 30 | 로드리고 벤탕쿠르     |     |     |
| RF                | 22 | 브레넌 존슨           |     | 78′ |
| CF                | 19 | 도미닉 솔란케         |     |     |
| LF                | 9  | 히샤를리송            | 58′ | 67′ |
| 교체:             |    |                       |     |     |
| GK                | 40 | 브랜던 오스틴         |     |     |
| GK                | 41 | 앨피 화이트먼         |     |     |
| DF                | 4  | 케빈 단소             |     | 78′ |
| DF                | 24 | 제드 스펜스           |     | 90′ |
| DF                | 33 | 벤 데이비스           |     |     |
| MF                | 14 | 아치 그레이           |     | 90′ |
| MF                | 47 | 마이키 무어           |     |     |
| FW                | 7  | 손흥민                |     | 67′ |
| FW                | 11 | 마티스 텔             |     |     |
| FW                | 28 | 윌송 오도베르         |     |     |
| FW                | 44 | 데인 스칼렛           |     |     |
| FW                | 63 | 다몰라 아자이         |     |     |
| 감독:             |    |                       |     |     |
| 안지 포스테코글루 |    |                       |     |     |

| GK          | 24 | 앙드레 오나나         |       |     |
| CB          | 15 | 레니 요로             |       |     |
| CB          | 5  | 해리 매과이어         | 88′   |     |
| CB          | 23 | 루크 쇼               |       |     |
| RM          | 3  | 누사이르 마즈라위     |       | 85′ |
| CM          | 18 | 카제미루              |       |     |
| CM          | 8  | 브루누 페르난드스 (c) |       |     |
| LM          | 13 | 파트리크 도르구       |       | 90′ |
| RF          | 16 | 아마드 디알로         | 35′   |     |
| CF          | 9  | 라스무스 호일룬       |       | 71′ |
| LF          | 7  | 메이슨 마운트         |       | 71′ |
| 교체:       |    |                       |       |     |
| GK          | 1  | 알타이 바이은드르     |       |     |
| DF          | 2  | 빅토르 린델뢰프       |       |     |
| DF          | 20 | 디오구 달로           |       | 85′ |
| DF          | 26 | 에이든 헤븐           |       |     |
| DF          | 35 | 조니 에번스           | 90+2′ |     |
| DF          | 41 | 해리 애머스           |       |     |
| MF          | 14 | 크리스티안 에릭센     |       |     |
| MF          | 25 | 마누엘 우가르테       |       |     |
| MF          | 37 | 코비 메이누           |       | 90′ |
| MF          | 43 | 토비 콜리어           |       |     |
| FW          | 11 | 조슈아 지르크제이     | 84′   | 71′ |
| FW          | 17 | 알레한드로 가르나초   |       | 71′ |
| 감독:       |    |                       |       |     |
| 후벵 아모링 |    |                       |       |     |

- 최우수 선수: 크리스티안 로메로 (토트넘 홋스퍼)[1]

| 부심: 로베르트 켐프터 (독일) 크리스티안 디츠 (독일) 대기심: 마우리치오 마리아니 (이탈리아) 보조심: 다니엘레 빈도니 (이탈리아) 비디오 판독심(VAR): 바스티안 당케르트 (독일) 보조 비디오 판독심(VAR): 베냐민 브란트 (독일) 지원 비디오 판독심(VAR): 카를로스 델 세로 그란데 (스페인) | 경기 규칙 - 전후반 90분 동안 경기를 진행한다. - 전후반 90분 상황에서 동점이면 연장전 30분을 진행한다. - 연장전에서도 동점이면 승부차기를 진행한다. - 교체 선수 명단은 12명까지 올릴 수 있으며 한 팀당 최대 5명까지 교체할 수 있다. 연장전에 들어간 경우에는 최대 6명까지 교체할 수 있다. 각 팀에게는 3번의 선수 교체 기회가 주어지며 연장전에 한해 4번째 선수 교체 기회가 주어진다. 단 하프타임, 연장전 시작 이전, 연장전 하프타임에 일어난 선수 교체는 제외된다. |

## 같이 보기
- 2024-25년 UEFA 유로파리그
- 2025 UEFA 챔피언스리그 결승전
- 2025 UEFA 컨퍼런스리그 결승전
- 2025년 UEFA 슈퍼컵